# Stylomesus gorbunovi
Stylomesus gorbunovi är en kräftdjursart som beskrevs av Gurjanova 1946. Stylomesus gorbunovi ingår i släktet Stylomesus och familjen Ischnomesidae. Inga underarter finns listade i Catalogue of Life.